# スチューデント・オブ・ザ・イヤー 狙え!No.1!!
『スチューデント・オブ・ザ・イヤー 狙え!No.1!!』（スチューデント・オブ・ザ・イヤー ねらえ!ナンバー1!!、原題：Student of the Year）は、2012年に公開されたインドのロマンティック・コメディ映画。カラン・ジョーハルが監督を務め、彼が経営するダルマ・プロダクションとシャー・ルク・カーンが経営するレッド・チリーズ・エンターテインメントが共同製作している。シッダールト・マルホートラ、ヴァルン・ダワン、アーリヤー・バットが主演を務め、リシ・カプール、サナー・サイード、ローニト・ローイ、サヒール・アナンド、ラーム・カプール、ファリーダー・ジャラールが共演し、ボーマン・イラニ、カジョール、ファラー・カーン、ヴァイバヴィ・メルチャントがゲスト出演している。

## キャスト
- アビマニュ・シン（アビ） - シッダールト・マルホートラ
- ロハン・ナンダ（ロー） - ヴァルン・ダワン
- シャナーヤ・シンガニア - アーリヤー・バット
- ターニャ・イスラニ - サナー・サイード（英語版）
- ヨギンデル・ワシシュト校長 - リシ・カプール
- ジート・クラナ - サヒール・アナンド（英語版）
- シュルティ・パターク - マーナシー・ラチ（英語版）
- スード - カヨーゼ・イラニ（英語版）
- ディンピー - マンジョット・シンガ（英語版）
- シャー - ローニト・ローイ（英語版）
- アショーカ・ナンダ - ラーム・カプール（英語版）
- ガーヤトリ・ナンダ - ゴウタミ・カプール（英語版）
- アビの祖母 - ファリーダー・ジャラール
- アビの叔父 - アクシャイ・アナンド（英語版）
- アビの叔母 - マニーニ・ミシュラ（英語版）
- シャーの妻 - プラチー・シャー・パーンディヤ（英語版）
- シャナーヤの母 - ナンディーニ・セン
- ハリキシャン・サナン - ボーマン・イラニ（英語版）
- ヨギンデルの母 - スーシュマ・セート（英語版）（カメオ出演）
- 「The Disco Song」シーン登場 - ファラー・カーン、ヴァイバヴィ・メルチャント、カジョール

## 製作
2011年1月5日、カラン・ジョーハルはTwitterで新作映画のポスターを公開した。シッダールト・マルホートラ、ヴァルン・ダワン、アーリヤー・バット、カヨーゼ・イラニは本作が映画デビュー作となる。マルホートラとダワンは『マイネーム・イズ・ハーン』でジョーハルの助手として製作に参加した経験がある。2012年8月2日に予告編が公開され、ジョーハルはTwitterで公開予定日が同年10月19日であることを公表した。
撮影はカシミールとデヘラードゥーンで行われた。学園のシーンはデヘラードゥーンにあるカシガ学校で撮影され、校名は「聖テレーザ学園」と設定された。病院のシーンはシュリーナガルのラリット・グランド・パレスで撮影され、一部のシーンはタイ王国で撮影されている。学生のスポーツ・アクションのシーンは『Chak De! Indiav』に参加したリール・スポーツのロブ・ミラーが指導している。

## マーケティング
映画のプロモーション・パートナーであるタタ・モーターズはプロモーションのため、インド全域の学生を対象としたコンテスト「ナノ・スチューデント・オブ・ザ・イヤー」を開催した。コンテストは学力・文化・スポーツ・社会活動の点から審査され、上位8名が最終審査に進出する。コンテストは2012年9月に行われた。フェデックス・エクスプレスも同じく学生を対象とした「フェデックス・インターナショナル・スチューデント・オブ・ザ・イヤー」を開催した。コンテストは外国で高等教育を受けたインド人学生向けに開催された。また、Kaun Banega Crorepati、ソニー・エンターテインメント・テレビジョン、Jhalak Dikhhla Jaa、ヴァイアコム18の「Bigg Boss」などがプロモーションを展開している。
衛星放送の権利は、『若さは向こう見ず』と共にソニー・エンターテインメント・テレビジョンが5億ルピーで取得した。また、音楽の権利もソニー・ミュージックが7000万ルピーで取得している。

## 評価

### 興行収入
映画はシネマコンプレックスで好評となり、公開初日に7480万ルピーの興行収入を記録した。公開2日目には8500万ルピーの収益を上げ、公開初週末には2億5300万ルピーの収益を上げた。公開初週の合計興行収入は4億3100万ルピーを記録した。公開第2週末には8000万ルピーの収益を上げ、公開第3週までに6億3300万ルピーの興行収入を記録した。公開第4週には合計興行収入は7億ルピーを記録している。
海外市場では300スクリーンで公開され、125万ドルの興行収入を記録した。興行成績は芳しくなく、公開10日目の合計興行収入は185万ルピーに留まり、最終的な興行収入は100万ドル台を越えられなかった。

### 批評

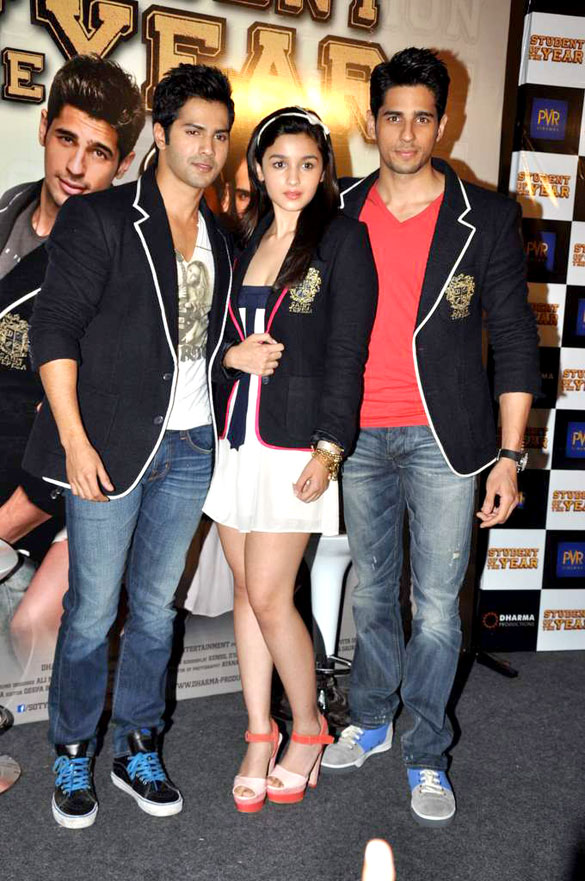
ヴァルン・ダワン、アーリヤー・バット、シッダールト・マルホートラ

ボリウッド・ハンガマのタラン・アダルシュは4/5の星を与え、「映画は小道を横切るラブストーリーです。しかし、カラン・ジョーハルは知性のある職人であり、近代的な脚本が作られ観客の知性を害さないような内容になっています。熟練した監督は身近な素材を脚本に取り入れ、まったく新しい風を巻き起こします。これは最高の逃避映画です!全体として、『スチューデント・オブ・ザ・イヤー 狙え!No.1!!』はカラン・ジョーハルの最も優れた作品の一つです。青年たちはそれを愛し、すでにその時代を過ぎた人々は再び当時に戻りたいと思うでしょう。カラン・ジョーハルは再び勝利を手にしました!」と批評している。コマル・ナータは4/5の評価を与え、「最高のエンターテインメント映画」と呼んだ。フィルムフェアのラディタ・タンドンは4/5の星を与え、「カランの物語世界はシュールレアリズム的で壮大ですが、現実に戻り心を癒す瞬間があります」と批評している。Indicineは3.5/5の星を与え、「全体として、『スチューデント・オブ・ザ・イヤー 狙え!No.1!!』に冴えない瞬間はありません。ロマンス、アクション、エンターテインメント、素晴らしい演技、キャッチーな音楽など、誰もが楽しめるものが備わっています」と批評している。
IBNLiveのラジーヴ・マサンドは3/5の星を与え、「これは技能のある監督による非常に気持ちの良い映画です」と批評し、「楽しさを求めているのならば、失望することはありません」と付け加えている。ヒンドゥスタン・タイムズのアヌパマ・チョープラーは3/5の星を与え、「カラン・ジョーハルの強みは過剰なことです。彼は美しい人々や豪華なものであふれた幻想世界を作り出し、高い感情を固定しています。彼の映画はデザイナー・ポルノ、ソープ・オペラとして作用しています」と批評し、同時にキャストの演技を称賛している。Rediff.comのスカニヤ・ヴェルマは3/5の星を与え、「『スチューデント・オブ・ザ・イヤー 狙え!No.1!!』は『何かが起きてる』ではありませんが、カラン・ジョーハルは良く見せています」と批評している。ファースト・ポストのルビーナ・A・カーンは3/5の星を与え、「『スチューデント・オブ・ザ・イヤー 狙え!No.1!!』はカラン・ジョーハルの素晴らしい仕事とは言えません。確かに、映画には彼の精巧さと広大な要素が盛り込まれているが、彼は過去に魅力的なストーリーを持つ映画の監督・プロデューサーとして重要な役割を果たしてきました」と批評している。Oneindiaのナバニータは3/5の星を与え、「『スチューデント・オブ・ザ・イヤー 狙え!No.1!!』は若々しくて面白い映画で、盛り上がる価値のある映画です」と批評している。インディア・トゥデイは3/5の評価を与え、Sifyは3/5の星を与え、「そこには、あなたの知性と感性を傷付けることのない楽しい映画があります。観る価値があります!」と批評している。デイリー・ニュース&アナライシスのカニタ・シッタは2.5/5の星を与え、「キャストの演技は、映画に素晴らしい価値を与えます」と批評した。

### 受賞・ノミネート
| 映画賞                                                        | 部門                                             | 対象                                         | 結果       | 出典                 |
| ------------------------------------------------------------- | ------------------------------------------------ | -------------------------------------------- | ---------- | -------------------- |
| 製作者組合映画賞                                              | President's Honour                               | カラン・ジョーハル                           | 受賞       | [ 39 ]               |
| 製作者組合映画賞                                              | コメディ男優賞                                   | リシ・カプール                               | ノミネート | [ 39 ]               |
| 製作者組合映画賞                                              | 新人女優賞                                       | アーリヤー・バット                           | ノミネート | [ 39 ]               |
| 製作者組合映画賞                                              | 新人男優賞                                       | シッダールト・マルホートラ                   | ノミネート | [ 39 ]               |
| 製作者組合映画賞                                              | 新人男優賞                                       | ヴァルン・ダワン                             | ノミネート | [ 39 ]               |
| 製作者組合映画賞                                              | 振付賞                                           | ファラー・カーン (「Radha」)                 | ノミネート | [ 39 ]               |
| 製作者組合映画賞                                              | 女性プレイバックシンガー賞                       | ニーティ・モーハン (「Ishq Wala Love」)      | ノミネート | [ 39 ]               |
| 第58回フィルムフェア賞                                        | 音楽監督賞                                       | ヴィシャール＝シェーカル                     | ノミネート | [ 40 ] [ 41 ]        |
| 第58回フィルムフェア賞                                        | 新人男優賞                                       | シッダールト・マルホートラ                   | ノミネート | [ 40 ] [ 41 ]        |
| 第58回フィルムフェア賞                                        | 新人男優賞                                       | ヴァルン・ダワン                             | ノミネート | [ 40 ] [ 41 ]        |
| 第58回フィルムフェア賞                                        | 新人女優賞                                       | アーリヤー・バット                           | ノミネート | [ 40 ] [ 41 ]        |
| 第58回フィルムフェア賞                                        | R・D・ブルマン賞                                 | ニーティ・モハン (「Ishq Wala Love」)        | 受賞       | [ 40 ] [ 41 ]        |
| ライオン・ゴールド・アワード                                  | フェイバリット新人男優賞                         | ヴァルン・ダワン                             | 受賞       | [ 42 ]               |
| ライオン・ゴールド・アワード                                  | フェイバリット新人女優賞                         | アーリヤー・バット                           | 受賞       | [ 42 ]               |
| 第5回ミルチ音楽賞                                             | 歌曲賞                                           | 「Radha」                                    | ノミネート | [ 43 ] [ 44 ]        |
| 第5回ミルチ音楽賞                                             | アルバム賞                                       | 「Student of the Year」                      | ノミネート | [ 43 ] [ 44 ]        |
| 第5回ミルチ音楽賞                                             | リスナーズ・チョイス・アルバム・オブ・ザ・イヤー | 「Student of the Year」                      | 受賞       | [ 43 ] [ 44 ]        |
| 第5回ミルチ音楽賞                                             | リスナーズ・チョイス・ソング・オブ・ザ・イヤー   | 「Radha」                                    | 受賞       | [ 43 ] [ 44 ]        |
| スターダスト・アワード                                        | ドリーム・ディレクター賞                         | カラン・ジョーハル                           | 受賞       | [ 45 ] [ 46 ]        |
| スターダスト・アワード                                        | フィルム・オブ・ザ・イヤー                       | スチューデント・オブ・ザ・イヤー 狙え!No.1!! | ノミネート | [ 45 ] [ 46 ]        |
| スターダスト・アワード                                        | スーパースター・オブ・トゥモロー賞（女優賞）     | アーリヤー・バット                           | ノミネート | [ 45 ] [ 46 ]        |
| スターダスト・アワード                                        | スーパースター・オブ・トゥモロー賞（男優賞）     | シッダールト・マルホートラ、ヴァルン・ダワン | ノミネート | [ 45 ] [ 46 ]        |
| スターダスト・アワード                                        | 新人男優賞                                       | シッダールト・マルホートラ、ヴァルン・ダワン | 受賞       | [ 45 ] [ 46 ]        |
| スターダスト・アワード                                        | 女性プレイバックシンガー賞                       | ニーティ・モーハン (「Ishq Wala Love」)      | ノミネート | [ 45 ] [ 46 ]        |
| タイムズ・オブ・インディア映画賞                              | 新人女優賞                                       | アーリヤー・バット                           | ノミネート | [ 47 ] [ 48 ] [ 49 ] |
| タイムズ・オブ・インディア映画賞                              | 新人男優賞                                       | シッダールト・マルホートラ、ヴァルン・ダワン | ノミネート | [ 47 ] [ 48 ] [ 49 ] |
| タイムズ・オブ・インディア映画賞                              | 音楽監督賞                                       | ヴィシャール＝シェーカル                     | ノミネート | [ 47 ] [ 48 ] [ 49 ] |
| サウス・アフリカ・インディア・フィルム&テレビジョン・アワード | 新人女優賞                                       | アーリヤー・バット                           | ノミネート | [ 50 ]               |
| サウス・アフリカ・インディア・フィルム&テレビジョン・アワード | 新人男優賞                                       | シッダールト・マルホートラ                   | 受賞       | [ 50 ]               |
| サウス・アフリカ・インディア・フィルム&テレビジョン・アワード | 新人男優賞                                       | ヴァルン・ダワン                             | ノミネート | [ 50 ]               |
| サウス・アフリカ・インディア・フィルム&テレビジョン・アワード | フィルム・オブ・ザ・イヤー                       | スチューデント・オブ・ザ・イヤー 狙え!No.1!! | ノミネート | [ 50 ]               |
| サウス・アフリカ・インディア・フィルム&テレビジョン・アワード | ポピュラー・ソング賞                             | ラーダ                                       | ノミネート | [ 50 ]               |
| サウス・アフリカ・インディア・フィルム&テレビジョン・アワード | サポーティング・アクター・オブ・ザ・イヤー       | リシ・カプール                               | ノミネート | [ 50 ]               |